# Matchbox Twenty
Matchbox Twenty (oorspronkelijk Matchbox 20) is een Amerikaanse rockband uit Orlando, Florida. De huidige leden van de band zijn Rob Thomas, Brian Yale, Kyle Cook & Paul Doucette. Thomas, Doucette & Yale speelden eerder in de band Tabitha's Secret voordat ze met Gaynor en Cook Matchbox 20 oprichtten.

## Biografie
Ze brachten hun eerste album, Yourself or Someone Like You uit in 1996. Terwijl hun eerste single, Long Day, slechts een airplay-hit was, werden er later verschillende Amerikaanse Top 40 hits van het album getrokken, waaronder Push, 3 a.m., Real World en Back 2 Good. Het album zou uiteindelijk meer dan 12 miljoen keer verkocht worden in de VS, waarmee het een 'diamanten' status behaalde.
Voordat de opnames van het volgende album begonnen schreef Rob Thomas een lied voor Carlos Santana's comeback album, Supernatural. Het lied, "Smooth", werd de eerste single van het album en was een groot succes in 1999. Thomas kreeg verschillende Grammys voor zijn bijdrage.
In 2000 werd Matchbox 20 veranderd in Matchbox Twenty en brachten ze hun tweede album, Mad Season, uit. De video voor hun eerste hit, Bent, dreef de spot met de toegenomen populariteit van Thomas door het tonen van de andere bandleden, die hem genadeloos bestelen en in elkaar slaan. De ballad If You're Gone werd een grote hit, met name op de radiostations voor volwassenen (Adult radio). Het nummer Mad Season was ook een hit.
Voor hun derde album More Than You Think You Are eisten de andere bandleden evenveel credit voor de songteksten. De teksten bleken in orde te zijn, want ook het derde album was succesvol. Het album stond, door hitsingles als Disease, Bright Lights en Unwell, meer dan anderhalf jaar in de belangstelling.
In mei 2004 verscheen een concert dvd van de band, Show: A Night in the Life of Matchbox Twenty, met daarop 20 nummers, inclusief al hun hits.
In februari 2005 verliet gitarist Adam Gaynor officieel de groep, die al een pauze in had gelast om andere leden vrij te laten in hun eigen projecten. Rob Thomas heeft al solomateriaal uitgebracht, inclusief het (Amerikaanse) nummer 1-album, ... Something To Be, en de hit Lonely No More. In 2007 bracht de band het album Exile on Mainstream uit. Dit album bestaat uit 2 cd's, een verzamel cd met de grootste hits en een cd met 6 nieuwe nummers, waaronder de hit How Far We've Come.
In september 2012 ziet dan eindelijk weer een nieuwe plaat het daglicht: North. In november 2013 worden alle eerder verschenen titels in één box uitgebracht met de toepasselijke naam The Matchbox Twenty Collection. 

## Bezetting

### Huidige leden
- Brian Yale - basgitaar (1995 - heden)
- Kyle Cook - banjo, gitaar & achtergrondzang (1995 - 2016, 2017 - heden)
- Paul Doucette - drums (1995 - 2007, 2010 - 2012) - gitaar & achtergrondzang (2007 - 2008, 2012 - heden)
- Rob Thomas - gitaar, piano, toetsen & zang (1995 - heden)

### Voormalige leden
- Adam Gaynor - gitaar & achtergrondzang (1995 - 2004)

## Discografie

### Albums
| Album met eventuele hitnotering(en) in de Nederlandse Album Top 100 | Datum van verschijnen | Datum van binnenkomst | Hoogste positie | Aantal weken | Opmerkingen   |
| ------------------------------------------------------------------- | --------------------- | --------------------- | --------------- | ------------ | ------------- |
| Yourself or Someone Like You                                        | 01-10-1996            | 07-03-1998            | 50              | 16           |               |
| Mad Season                                                          | 22-05-2000            | 03-06-2000            | 60              | 6            |               |
| More Than You Think You Are                                         | 19-11-2002            | 15-03-2003            | 71              | 3            |               |
| EP                                                                  | 2003                  | -                     | -               | -            | EP            |
| Exile on Mainstream                                                 | 28-09-2007            | 06-10-2007            | 98              | 1            | Verzamelalbum |
| North                                                               | 31-08-2012            | 08-09-2012            | 45              | 1            |               |
| iTunes Festival London 2012                                         | 2012                  | -                     | -               | -            |               |
| Where the Light Goes                                                | 26-05-2023            | -                     | -               | -            |               |

### Singles
| Single met eventuele hitnotering(en) in de Nederlandse Top 40 | Datum van verschijnen | Datum van binnenkomst | Hoogste positie | Aantal weken | Opmerkingen                 |
| ------------------------------------------------------------- | --------------------- | --------------------- | --------------- | ------------ | --------------------------- |
| Long Day                                                      | 1996                  | -                     | -               | -            |                             |
| Push                                                          | 20-10-1997            | -                     | tip 14          | -            | Nr. 61 in de Single Top 100 |
| 3AM                                                           | 23-11-1997            | -                     | -               | -            | Nr. 92 in de Single Top 100 |
| Real World                                                    | 1998                  | -                     | -               | -            |                             |
| Back 2 Good                                                   | 1998                  | -                     | -               | -            |                             |
| Girl Like That                                                | 1998                  | -                     | -               | -            |                             |
| Bent                                                          | 2000                  | -                     | -               | -            |                             |
| If You're Gone                                                | 2000                  | -                     | tip 16          | -            | Nr. 95 in de Single Top 100 |
| Crutch                                                        | 2000                  | -                     | -               | -            |                             |
| Mad Season                                                    | 2001                  | -                     | -               | -            |                             |
| Angry                                                         | 2001                  | -                     | -               | -            |                             |
| Last Beautiful Girl                                           | 2001                  | -                     | -               | -            |                             |
| Disease                                                       | 2002                  | -                     | -               | -            | Nr. 89 in de Single Top 100 |
| Unwell                                                        | 2003                  | -                     | -               | -            |                             |
| Bright Lights                                                 | 2003                  | -                     | -               | -            |                             |
| Feel                                                          | 2003                  | -                     | -               | -            |                             |
| Downfall                                                      | 2004                  | -                     | -               | -            |                             |
| All I Need                                                    | 2004                  | -                     | -               | -            |                             |
| How Far We've Come                                            | 2007                  | -                     | -               | -            |                             |
| All Your Reasons                                              | 2008                  | -                     | -               | -            |                             |
| These Hard Times                                              | 2008                  | -                     | -               | -            |                             |
| She's So Mean                                                 | 2012                  | -                     | -               | -            |                             |
| Overjoyed                                                     | 2012                  | -                     | -               | -            |                             |
| Put Your Hands Up                                             | 2012                  | -                     | -               | -            |                             |
| Our Song                                                      | 2013                  | -                     | -               | -            |                             |
| Wild Dogs (Running in a Slow Dream)                           | 2023                  | -                     | -               | -            |                             |
| Don't Get Me Wrong                                            | 2023                  | -                     | -               | -            |                             |